# Броммалоновая кислота
Броммалоновая кислота — бромпроизводное малоновой кислоты приведенной формулы.

## Колебательные реакции
Интерес к броммалоновой кислоте обусловлен тем фактом, что она является одним из промежуточных соединений в колебательной реакции  Белоусова.
Особенные свойства этой молекулы позволили ей вписаться в цикл, создающий колебательную систему.
Техника проведения эксперимента по созданию автоколебательной системы с участием броммалоновой кислоты описана на сайте Алхимик.

## Свойства
Неустойчива при комнатной температуре, разлагается на бромуксусную кислоту и углекислый газ. При температуре 5—10 °C может существовать дольше.
Полупродукт в синтезе витаминов.

## Получение
Вследствие неустойчивости обычно получают бромированием эфиров малоновой кислоты, а не прямой реакцией с бромирующими агентами.